# Bernhardine
Bernhardine (Rotterdam, 16 juni 1984) is een Aziatische olifant die tegenwoordig leeft in de Dublin Zoo in Ierland.

## Jeugd

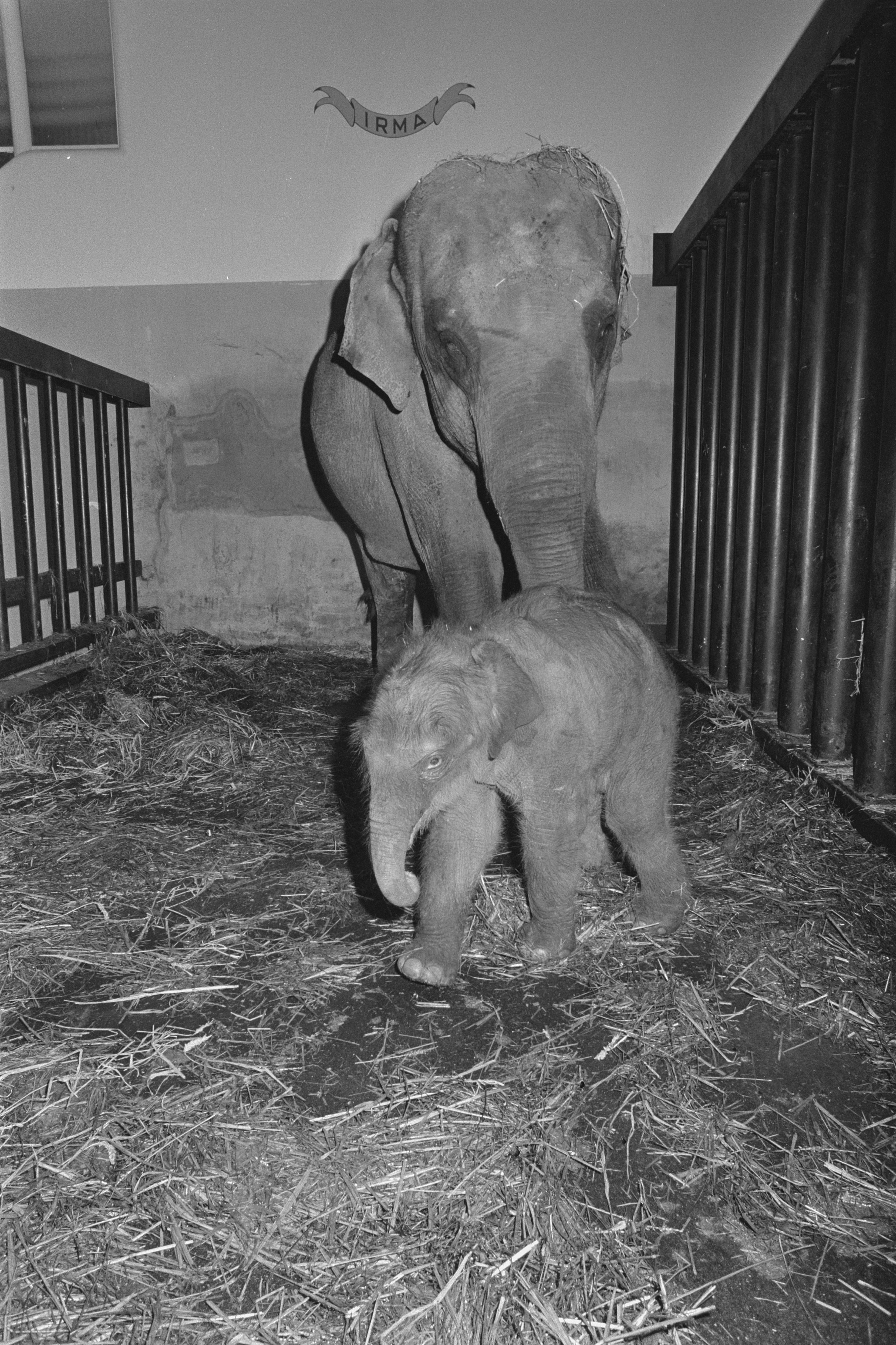
Bernhardine als olifantenkalfje op de voorgrond met op de achtergrond moeder Irma

Bernhardine is de eerste olifant die in een Nederlandse dierentuin werd geboren. Haar ouders waren Ramon en Irma. Ze werd geboren op 16 juni 1984 in Diergaarde Blijdorp en vernoemd naar prins Bernhard. Ze groeide op in Rotterdam en werd met behulp van trainingen die gebaseerd waren op de omgang van Indiase olifanteneigenaren met hun werkolifanten handzaam gemaakt.

## Volwassenheid
In 1995 verhuisde ze naar de Allwetterzoo Münster in West-Duitsland in de hoop op nageslacht. Ze werd gedekt door de olifantenstier Alexander en kwam eind 1999 zwanger terug naar Diergaarde Blijdorp. Helaas werd haar eerste kalf op 11 januari 1999 dood geboren. Later, na een nieuwe huwelijksreis, lukte het wel om een levend kalfje te krijgen. Dit mannetje, Senang, geboren op 20 januari 2002, overleed echter op 20 december 2002 aan een herpesinfectie.

## Verhuizing naar Dublin
Op 18 oktober 2006 verhuisde Bernhardine nadat ze wederom door Alexander was gedekt samen met Yasmin en Anak naar de Dublin Zoo in Ierland. Hier kreeg zij op 8 mei 2007 haar derde kalf, genaamd Asha, de eerste olifant die in een Ierse dierentuin werd geboren